# 南匯桃花村
南匯桃花村又名上海南匯桃花村，是位於中華人民共和國上海市浦東新區惠南鎮的桃花園林，原址是惠南鎮城北村。1991年3月，城北村拿出7.2公頃桃林建設城北桃源民俗村，作為當年第一屆南匯桃花節的主要景點。2004年10月，城北桃源民俗村開始擴建，2006年擴建完成。擴建後城北桃源民俗村更名為南匯桃花村，桃園面積24公頃，名貴樹木6.67公頃，內有農家樂休閒區、太湖石假山等景點。